# 愛媛県立野村高等学校土居分校
愛媛県立野村高等学校土居分校（えひめけんりつのむらこうとうがっこうどいぶんこう）とは、愛媛県西予市にあった高等学校である。

## 学科
- 農業科（昼間の定時制）

修業年数が4年、4年目は働きながら通信授業を受けるという特色ある形態をとっていた。また校舎も当時でも稀有な木造であった。生徒数は2ケタ台と少なかった。
5月に遠足、9月にスポーツ大会、10月に開校記念行事、11月にマラソン大会を行った。部活動は卓球部、ソフトテニス部、ボランティア部の3つ。

## 校訓
- 美しく（うるわしく）、新しく、逞しく

## 沿革
- 1948年（昭和23年） - 創立。
- 2010年（平成22年） - 廃止。

## 所在地
- 愛媛県西予市城川町古市2128-2

南を国道197号線が走る。